# Igreja da Misericórdia de Benavente
A Igreja da Misericórdia de Benavente, também referida como Edifício e Igreja da Santa Casa da Misericórdia de Benavente ou Igreja do Espírito Santo da Misericórdia de Benavente, situa-se na antiga Rua de Lisboa, junto do hospital da Misericórdia, hoje Rua Luís Godinho, em Benavente.
Foi na sua primeira fase uma modestíssima capela da Confraria e Albergaria do Espírito Santo com origem no século XIII, devendo ter sido fundada na constituição da referida confraria da vila. É no tombo do hospital, em 1499, capela. Até ao ano de 1554, não se fizeram modificações nas suas instalações, que ficava por cima da enfermaria do hospital, houve apenas algumas retomas e transformações, tendentes a adaptá-la melhor para os fins do culto.[carece de fontes?]